# MakerDAO
MakerDAO (ou MKR) est une organisation autonome décentralisée (DAO) composée des propriétaires de son jeton de gouvernance, le MKR, qui peuvent proposer et voter des modifications de certains paramètres dans ses contrats intelligents afin d'assurer la stabilité du Dai,.
MakerDAO est l'un des fers de lance de la finance décentralisée visant à construire un système financier alternatif sans autorité centrale de décision. Ensemble, le Dai et la MakerDAO sont considérés comme le premier exemple de finance décentralisée largement adoptés.

## Histoire
La MakerDAO est créé en 2014 par l'entrepreneur danois Rune Christensen. D'après lui, le nom de la crypto-monnaie est basé sur le caractère chinois貸, qu'il a traduit par « prêter ou fournir du capital pour un prêt ».
Le 18 décembre 2017, le Dai est lancé sur le réseau principal Ethereum. Le prix du Dai est maintenu avec succès au niveau du dollar américain au cours de sa première année d'existence, même si le prix de l'Ether, la seule garantie disponible à l'époque, avait baissé de plus de 80 % au cours de la même période.
En septembre 2018, la société de capital-risque Andreessen Horowitz investi 15 millions de dollars dans MakerDAO en achetant 6 % de tous les jetons MKR,.
En 2018, la MakerDAO créé la Maker Foundation, dirigée depuis Copenhague, qui sert à aider au démarrage de la création de l'écosystème, par exemple en écrivant le code nécessaire au fonctionnement et à l'adaptation de la plate-forme.
En 2019, les conservateurs du Dai ont 350 millions de dollars de verrouillés dans le protocole de Maker. La même année, MakerDAO connait une lutte interne pour savoir s'il devait s'intégrer davantage au système financier traditionnel. Christensen souhaitait une plus grande conformité réglementaire pour permettre aux actifs autres que la crypto-monnaie de servir de garantie pour le Dai. La lutte conduit au départ du CTO de MakerDAO.
En Juin 2022, MakerDAO suspend les dépôts de Dai sur le protocole de prêt de cryptomonnaies Aave. En septembre de la même année, après le bannissement de TornadoCash par les autorités américaines, la DAO débat une proposition de ses fondateurs pour que le DAI prenne le large par rapport au USD en échange d'une assurance qu'aucun de ses asset ne pourra être saisi ou blacklisté par les autorités. Un mois après, l'organisation investi 500 millions de dollar dans des obligations de court terme du trésor américain et des obligations d'entreprise.
En Juillet 2023, MKR est le troisième plus grand protocole de DeFi et son exposition aux « real-world assets » atteint 80% de ses revenus. La DAO prend la décision d'investir à hauteur de 6 milliards dans les bonds du trésor. Cela fait décoller de 77% le MKR ,.
En Septembre 2023, après que le fondateur Rune Christensen ai parlé d'un fork de Solana, Vitalik Buterin revend l'équivalent de 580 000 dollars en MKR.